# Billy Jim
Pour plus de détails, voir Fiche technique et Distribution.
Billy Jim est un western muet réalisé par Frank Borzage, sorti en 1922.

## Synopsis
Bien qu'il soit un riche éleveur de bétail, Billy Jim se fait passer pour un cow-boy afin de protéger la propriété de la jeune Marsha Dunford dont il est tombé amoureux.

## Fiche technique
- Titre original : Billy Jim
- Réalisation : Frank Borzage
- Scénario : Frank Howard Clark, d'après une œuvre de Jackson Gregory[1]
- Production : Andrew J. Callaghan
- Société de production : Fred Stone Productions
- Société de distribution : Robertson-Cole Pictures Corporation
- Pays de production :  États-Unis
- Langue : anglais
- Format : Noir et blanc - 35 mm - 1,37:1 - Muet
- Genre : Comédie et western
- Durée : 5 bobines
- Date de sortie :
  - États-Unis : 29 janvier 1922
- Licence : Domaine public

## Distribution
- Fred Stone : Billy Jim
- Millicent Fisher : Martha Dunforth
- George Hernandez : Dudley Dunforth
- William Bletcher : Jimmy
- Marian Skinner : Mme Dunforth
- Frank Thorne : Roy Forsythe